# Barkly Homestead
Barkly Homestead – osada w Australii na obszarze Terytorium Północnego, położona przy skrzyżowaniu dróg Barkly Highway i Tablelands Highway. Barkly Homestead oferuje kompleksowe usługi dla podróżujących.